# Perognathinae
Sous-famille
La sous-famille des Perognathinae rassemble deux genres de mammifères rongeurs de la famille des Heteromyidae. Elle comprend des souris à abajoues ou souris à poches.
Cette sous-famille a été décrite pour la première fois en 1875 par Elliott Coues (1842-1899), un médecin-militaire, historien, écrivain, mammalogiste et ornithologue américain.

## Liste des taxons inférieurs

### Liste des genres
Selon Mammal Species of the World (version 3, 2005)  (14 nov. 2012), ITIS (14 nov. 2012) et NCBI (14 nov. 2012) :
- genre Chaetodipus Merriam, 1889
- genre Perognathus Wied-Neuwied, 1839

### Liste des genres et espèces
Selon Mammal Species of the World (version 3, 2005)  (14 nov. 2012) :
- genre Chaetodipus
  - Chaetodipus arenarius
  - Chaetodipus artus
  - Chaetodipus baileyi
  - Chaetodipus californicus
  - Chaetodipus dalquesti
  - Chaetodipus eremicus
  - Chaetodipus fallax
  - Chaetodipus formosus
  - Chaetodipus goldmani
  - Chaetodipus hispidus
  - Chaetodipus intermedius
  - Chaetodipus lineatus
  - Chaetodipus nelsoni
  - Chaetodipus penicillatus
  - Chaetodipus pernix
  - Chaetodipus rudinoris
  - Chaetodipus spinatus
- genre Perognathus
  - Perognathus alticolus
  - Perognathus amplus
  - Perognathus fasciatus
  - Perognathus flavescens
  - Perognathus flavus
  - Perognathus inornatus
  - Perognathus longimembris
  - Perognathus merriami
  - Perognathus parvus

Selon NCBI (14 nov. 2012) :
- genre Chaetodipus
  - Chaetodipus arenarius
  - Chaetodipus artus
  - Chaetodipus baileyi
  - Chaetodipus californicus
  - Chaetodipus dalquesti
  - Chaetodipus eremicus
  - Chaetodipus fallax
  - Chaetodipus formosus
  - Chaetodipus goldmani
  - Chaetodipus hispidus
  - Chaetodipus intermedius
  - Chaetodipus nelsoni
  - Chaetodipus penicillatus
  - Chaetodipus pernix
  - Chaetodipus rudinoris
  - Chaetodipus spinatus
- genre Perognathus
  - Perognathus alticola
  - Perognathus amplus
  - Perognathus fasciatus
  - Perognathus flavescens
  - Perognathus flavus
  - Perognathus inornatus
  - Perognathus longimembris
  - Perognathus merriami
  - Perognathus parvus